# 笑顔〜15年目の嘘〜
『笑顔〜15年目の嘘〜』（えがお じゅうごねんめのうそ）は、2009年12月7日の21:00 - 22:54（JST）にTBSの「月曜ゴールデン」枠で放送された作品である。

## あらすじ
1994年、函館の町で2つの出来事が起きた。
ひとつは稲葉家。娘の理子が拡張型心筋症という病気だったが、父親の秀夫がボランティアなどの協力を得て募金を集め、海外の移植手術を受けることができて理子は一命をとりとめた。
もうひとつは建山家。父親の勇造が自宅で殺害され、息子の義久が容疑者として逮捕された。義久は殺害を否定したが最高裁の判決も上告が棄却され、死刑確定となった。義久の妹の友美が残された。
15年が経ち、両家の人々はそれぞれの人生を歩いていた。そして同時に、建山勇造殺害事件の時効も近づいていた。ところが、ある事から、止まっていた事件の歯車が大きく回り始めた。

## キャスト
- 稲葉秀夫（函館市電運転士）：石黒賢
- 建山友美：市川由衣（幼少期：小野寺花梨）
- 稲葉理子（看護師・秀夫の娘）：森田彩華（幼少期：山崎カノン）
- 小谷野はな（弁護士）：鶴田真由
- 多田野敦夫（15年前の事件を追う刑事）：大地康雄
- 大沢昌孝（函館こども病院院長）：志賀廣太郎
- 森本静子（児童養護施設園長）：藤田弓子
- 糸井史郎（警備員・多田野の先輩）：斉木しげる
- 鶴岡大地（理子の同僚医師および婚約者）：江畑浩規
- 建山勇造（友美の父・15年前の殺人被害者）：井上肇
- 建山義久（友美の兄）：山崎大昇
- 15年前の事件の裁判官：齊藤雅彰
- 二岡翔（親からの虐待で救急搬送された子ども）：酒井利来
- 冒頭部の検問中の警官：佐々部清
- 山下容莉枝、田村三郎、佐藤慶太、大島康太朗、下重壮史、工藤ひまわり、岩館裕太、田川麗捺、松尾幸一、庄田梨香、武井椋、阿部駿一郎、田村史江、橋本淳子、大久保萌恵、大久保沙恵

## スタッフ
- 脚本：篠原高志
- 監督：錦信次(IVSテレビ制作)
- テーマソング：さだまさし「道化師のソネット」
- ロケ協力：はこだてフィルムコミッション、函館市交通局　ほか
- ピエロ指導：日本ホスピタルクラウン協会
- 函館側キャスティング協力：キャスティングオフィスエッグ、劇団フルーツバスケット
- 技術協力：映広
- 美術協力：東京美工
- プロデュース：臼井正明(シネムーブ)、佐々部清(シネムーブ)、桑沢紅子(IVSテレビ制作)
- 製作：IVSテレビ制作、TBS